# Lisa Marie Smith
Lisa Marie Smith, ou somente conhecida como Lisa Marie (Nova Jersey, 5 de dezembro de 1968) é uma atriz, escritora e modelo americana. 
Foi noiva do diretor Tim Burton, com quem teve um relacionamento entre 1992 a 2001. Ela atuou em pequenos papéis em vários filmes de Burton, como Ed Wood (1994), Mars Attacks! (1996), Sleepy Hollow (1999) e Planet of the Apes (2001).
Burton terminou repentinamente seu relacionamento após a estreia de Planet of the Apes. Marie teve um pequeno papel no filme, enquanto a nova companheira de Burton, Helena Bonham Carter, foi uma das atrizes principais.
Marie apareceu em revistas como Maxim, Playboy e Esquire; e pousou para campanhas da Calvin Klein.